# داشلي قلعة (غلامان)
داشلي قلعة (بالفارسية: داشلی قلعه) هي قرية تقع في إيران في قسم غلامان الريفي. يقدر عدد سكانها بـ 861 نسمة بحسب إحصاء 2016.